# Malaltia d'Addison

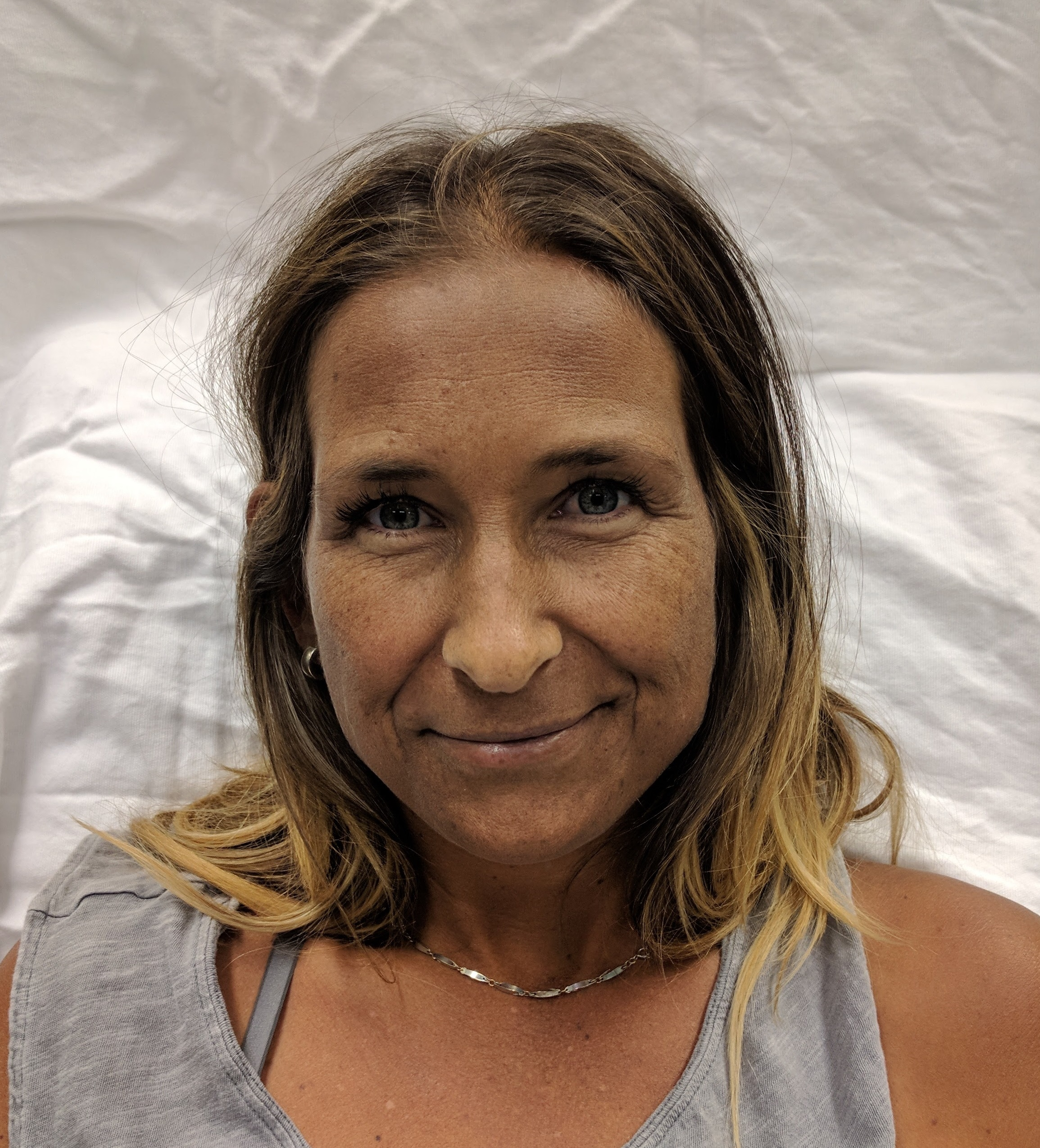
Hiperpigmentació en una dona amb la malaltia d'Addison

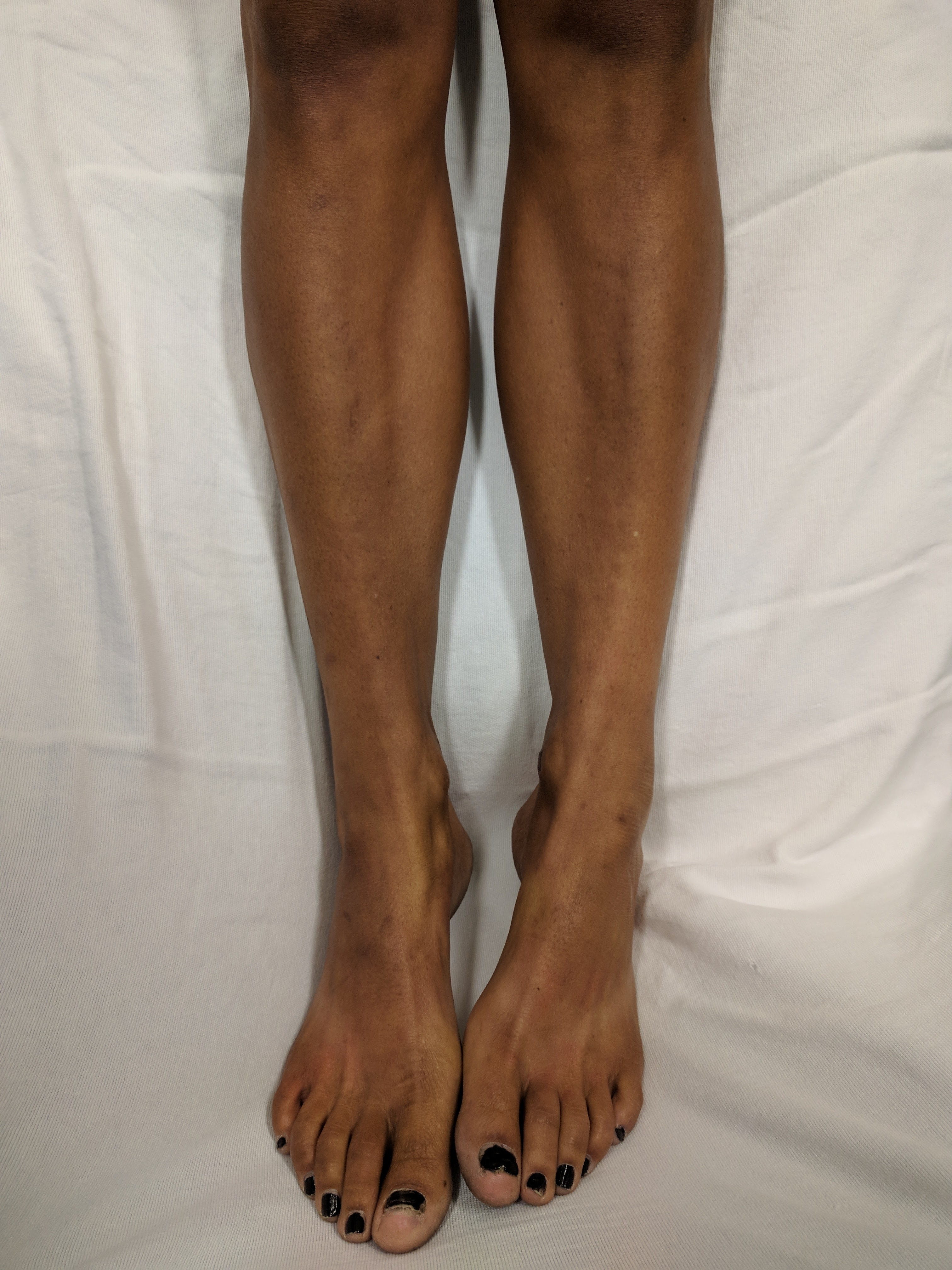
Cames d'una dona caucàsica amb la malaltia d'Addison

La malaltia d'Addison és un trastorn endocrí consistent en una insuficiència suprarenal crònica primària amb lesions destructives del còrtex suprarenal (és per tant un hipoadrenocorticisme o hipocorticisme); poc comú, en el qual les glàndules adrenals produeixen insuficients hormones esteroides (glucocorticoides i, sovint mineralocorticoides) i, en general es diagnostica mitjançant proves de sang i d'imatges mèdiques. El seu tractament consisteix a reemplaçar les hormones absents: hidrocortisona oral (Hidrocortisona, Hidroaltesona) i fludrocortisona (Astonin). El seguiment regular del tractament i el seguiment d'altres problemes de salut és necessària.
La malaltia d'Addison rep el nom del Dr. Thomas Addison, metge britànic que la va descriure per primera vegada en On the Constitutional and Local Effects of Disease of the Suprarenal Capsules (1849). Tot i que fou descrit en sis pacients en 1855, tots ells amb tuberculosi suprarenal, el terme "malaltia d'Addison" no implica un procés de malaltia subjacent.
Si no es tracta, dona lloc a greus dolors abdominals, diarrea, vòmits, debilitat muscular profunda i fatiga, pressió sanguínia extremadament baixa, pèrdua de pes, insuficiència renal, canvis en l'estat d'ànim i personalitat, i es pot produir un xoc (crisi adrenal). Una crisi adrenal amb freqüència es produeix si el cos és sotmès a estrès, com un accident, lesió, cirurgia o una infecció greu, i es pot produir la mort ràpidament.

## Epidemiologia
La malaltia d'Addison és molt rara, apareixent a qualsevol edat i afectant més a dones que a homes en relació de 3 a 1. La insuficiència suprarenal secundària és molt més freqüent a causa de l'ús de corticoides i a la seva supressió brusca. Té una incidència de <1 per cada 100.000 habitants, amb una prevalença de 4-6 per cada 100.000 persones. 

## Etiologia i patogènia
- Destrucció anatòmica de la glàndula suprarenal: perquè aparegui la Malaltia d'Addison ha de destruir-més del 50% de les glàndules suprarenals de manera bilateral. Entre les causes de destrucció de les suprarenals destaca:

1. Infeccions: solen ser infeccions granulomatoses cròniques tuberculosa,  micòtica o  viral. [4]
  1. Tuberculosi: en les primeres sèries de pacients que relataven la insuficiència suprarenal, la tuberculosi era la causa del 70 al 90% dels casos. [5] A partir de la dècada de 1980, la tuberculosi amb afectació suprarenal ocorre principalment en pacients amb sida.
  2. SIDA: sempre cal sospitar una insuficiència suprarenal. El citomegalovirus afecta habitualment a les suprarenals, produint l'adrenalitis necrotitzant per citomegalovirus. També hi ha afectació suprarenal pel Mycobacterium avium - intracel·lular, Cryptococcus, Sarcoma de Kaposi, histoplasmosi, coccidioidomicosi.
  3. Síndrome de Waterhouse-Friderichsen: es descriu com un xoc fulminant causa de la destrucció aguda de les glàndules suprarenals. [6] Passa sobretot en nens petits afectats de meningitis meningocòccica. En realitat la Malaltia d'Addison és una insuficiència suprarenal crònica.
2. Atròfia Idiopàtica: són de causa desconeguda i a partir de la dècada de 1970 és la causa més freqüent, sent un mecanisme probablement autoimmunitari.
  1. Mecanisme autoimmunitari: la meitat dels pacients tenen anticossos circulants contra les glàndules suprarenals, concretament contra la P450. Entre les causes autoimmunitàries trobem al Síndrome autoimmunitari poliglandular de tipus II: caracteritzat per presentar dos o més manifestacions endocrines autoimmunitàries en una mateixa persona com: tiroiditis limfocitària crònica, insuficiència ovàrica prematura, diabetis mellitus tipus I, hipotiroïdisme o hipertiroïdisme, anèmia perniciosa, vitiligen, alopècia, esprue no tropical, i miastènia greu per producció de autoanticossos. Dins de les famílies s'observen moltes generacions que estan afectades per una o més de les malalties esmentades. Es deu a un gen mutant situat al cromosoma 6, i s'associa als al·lels B8 i DR3 del HLA. Sol manifestar-se en l'edat adulta. El Síndrome autoimmunitari poliglandular de tipus I es caracteritza per la combinació d'insuficiència paratiroïdal i suprarenal i Candidiasi mucocutània crònica. També pot aparèixer anèmia perniciosa, hepatitis crònica activa, alopècia, hipotiroïdisme primari i insuficiència gonadal prematura. Aquesta síndrome s'hereta de forma autosòmica recessiva, i no està associat al HLA. Al contrari que la síndrome tipus II, aquesta síndrome apareix en la infantesa. Es desconeix els mecanismes pels quals interactua la predisposició genètica i l'autoimmunitat en aquests processos. Encara que la majoria dels autoanticossos suprarenals produeixen destrucció de les glàndules, alguns ocasionen insuficiència suprarenal en provocar bloqueig de la unió de la ACTH als seus receptors per autoanticossos. Un altre procés és la insuficiència suprarenal familiar autosòmica recessiva que produeix una manca de reactivitat a l'ACTH secundària a mutacions del receptor de l'ACTH.
  2. Adrenoleucodistrofia: produeix una desmielinització intensa i la mort prematura en nens, i la adrenomieloneuropatía s'associa a una neuropatia mixta, motora i sensorial, amb paraplegia espàstica en els adults. Tots dos processos cursen amb nivells circulants elevats de àcids grassos de cadenes molt llargues que provoquen insuficiència suprarenal.
3. Hemorràgies bilaterals de les suprarenals: ocorren sobretot en pacients tractats amb anticoagulants, en els quals tenen anticoagulants circulants i en els estats d'hipercoagulabilitat, com passa en la síndrome antifosfolípid.
4. Invasió de les suprarenals: passa a les metàstasi tumoral, sobretot en el càncer de pulmó, a la amiloïdosi i sarcoïdosi.
5. Extirpació quirúrgica
6. Fallada metabòlic de la producció hormonal
  1. Hiperplàsia suprarenal congènita
  2. Inhibidors enzimàtics: la metirapona, ketoconazole, aminoglutetimida, rifampicina, fenitoïna i opiacis, poden causar o potenciar una insuficiència suprarenal.
  3. Agents citotòxics: mitotà.

## Simptomatologia i signes clínics
La insuficiència corticosuprarrenal per destrucció lenta de les glàndules suprarenals té un començament insidiós, on la identitat de la malaltia en les primeres fases és molt difícil, sent fàcil de diagnosticar en els casos avançats. Es caracteritza per:
- Astènia o debilitat: apareix gairebé constantment en la Malaltia d'Addison en el 99% dels casos. Al principi pot ser esporàdica i més freqüent en moments d'estrès, però a mesura que la funció suprarenal es deteriora, el pacient està contínuament fatigat i necessita repòs al llit.
- Hiperpigmentació cutània i de mucoses: ocorre en el 98% dels casos. Normalment apareix com un enfosquiment difús de color bru, bru o bronzejat en certes regions com els colzes o els solcs de les mans, i en les zones que estan normalment pigmentades com les arèoles mamàries. A les mucoses poden aparèixer plaques de color negre blavós en el 82% dels casos. Alguns pacients presenten efèlides fosques i de vegades paradoxalment àrees irregulars de vitiligen (9% dels casos). Aquesta hiper-pigmentació persisteix després de l'exposició solar. Es deu al fet que en el procés de síntesi de l'ACTH s'ha de sintetitzar prèviament proopiomelanocortina (POMC). Pèptid que, a més de donar lloc a l'ACTH, també donarà α-MSH, hormona estimulant de la síntesi de melanina.
- Pèrdua de pes o aprimament: ocorre en el 97% dels casos, a causa de la anorèxia i alteració de la funció gastrointestinal.
- Alteració de la funció gastrointestinal: l'anorèxia, les nàusees i els vòmits apareixen en el 90% dels casos i de vegades és la primera manifestació de la malaltia. En ocasions (34% dels casos) pot aparèixer un dolor abdominal imprecís, tan intens que pot confondre amb un abdomen agut. La diarrea ocorre en el 20% dels casos i el restrenyiment en el 19%.
- Hipotensió arterial: descrita com menor de 110/70, ocorre en el 87% dels casos i s'accentua la postura fins a ser menor de 80/50 o menys. El síncope pot ocórrer en el 16% dels casos.
- Trastorns perceptius: hi ha reforç de les percepcions sensorials gustatives, olfactòries i auditives reversibles amb el tractament. També pot aparèixer canvis en la personalitat com inquietud i irritabilitat excessiva.
- Pèrdua de borrissol: a la dona pot haver pèrdua de borrissol axil·lar i pubià per absència d'andrògens suprarenals.
- Hipertèrmia: la glàndula de l'hipotàlem no controla l'homeòstasi del cos per absència de secreció de corticoides

En alguns casos la malaltia d'Addison comença amb símptomes psiquiàtrics, però aquesta presentació no és tan freqüent com en els quadres tiroïdals i el síndrome de Cushing. En la majoria dels casos les alteracions mentals solen aparèixer en forma de canvis de conducta i de personalitat.  Per aquest motiu és fàcil el diagnòstic erroni de trastorn de la personalitat i trastorn somatomorf de característiques hipocondríaca. Els símptomes psicològics d'aïllament, apatia, fatiga, trastorn de l'estat d'ànim, afectació de la  memòria i pobresa global del pensament també solen ser d'inici precoç, de manera que es pot confondre la malaltia d'Addison amb una demència o amb una depressió clínica. En la crisi suprarenal aguda pot desenvolupar una síndrome cerebral amb psicosi (al·lucinacions) i deliri. 

## Malalties associades
La malaltia d'Addison sol aparèixer amb freqüència associada amb altres malalties autoimmunitàries, com ara la  diabetis tipus 1, la tiroïditis de Hashimoto, la celiaquia o el vitiligen.
La malaltia d'Addison pot ser l'única manifestació d'una malaltia celíaca no diagnosticada, en absència de símptomes digestius.  Les dues malalties comparteixen els mateixos factors de risc genètics (haplotips HLA DQ2 i HLA-DQ8).

## Diagnòstic
- Dades necessàries de laboratori

1. Hiponatrèmia: els nivells sèrics baixos de sodi es deu a la seva pèrdua per l'orina per dèficit d'aldosterona i al desplaçament del sodi cap al compartiment intracel·lular. Aquesta pèrdua de sodi extravascular redueix el volum plasmàtic i accentua la hipotensió.
2. Hiperkalemia: augment dels nivells sèrics de potassi. S'ha dels efectes combinats del dèficit d'aldosterona, la reducció del filtrat glomerular i la acidosi.
3. Hipocortisolemia: els nivells de cortisol i aldosterona són baixos i no augmenten amb l'administració d'ACTH.
4. Hipercalcèmia: augment dels nivells sèrics de calci. Ocorre en un 10-20% dels pacients de causa desconeguda.
5. Canvis electrocardiogràfics: solen ser inespecífics, encara que amb lentificació generalitzada del traçat.
6. Hemograma: pot haver anèmia normocítica, limfocitosi relativa i eosinofília moderada.
7. Prova d'estimulació de ACTH: prova principal que confirma el diagnòstic d'insuficiència suprarenal, en avaluar la capacitat de les suprarenals per produir esteroides, que solen estar absents o disminuïts tant en sang com en orina després de l'estimulació d'ACTH.
8. Determinació de l'ACTH: a la insuficiència suprarenal primària o Malaltia d'Addison, l'ACTH i els seus pèptids afins, estan elevats en plasma davant la pèrdua del mecanisme de retroalimentació de l'eix hipotàlem-hipofisiari-suprarrenal.
9. Hipertèrmia: l'hormona de l'hipotàlem no controla la homeòstasi

## Tractament
El tractament de la insuficiència suprarenal és el tractament hormonal substitutiu basat en el cortisol o hidrocortisona (glucocorticoide) i fludrocortisona (mineralocorticoide).
- Dosi de hidrocortisona: la dosi en els adults és entre 20 a 30 mg al dia.
- Dosi de fludrocortisona: De 0,05 a 0,1 mg per via oral a dia, juntament amb un augment de la ingesta de sal diària de 3 a 4 g
- Forma d'administració: el corticoide s'ha d'administrar en els menjars, prenent dos terços de la dosi al matí i un terç al finalitzar la tarda.
- Monitorització de l'efecte de la medicació: s'ha de conèixer els nivells de sodi, potassi, urea i creatinina en sang, juntament amb la presa de pressió arterial que no s'ha de modificar en el canvi postural, a més de la millora de tots els símptomes i control del pes corporal.
- Consideracions especials: tots els pacients amb insuficiència suprarenal crònica han de portar una targeta identificativa que alerti al personal mèdic davant un ingrés hospitalari o atenció mèdica urgent, pel fet que en situacions d'estrès, com a exercici, febre, intervenció quirúrgica, ha de duplicar-se o triplicar la dosi de corticoides, i si no és possible administrar-la per via oral, hauria de ser per via intravenosa a una dosi de 10 mg / ho 250-300 mg / dia, per anar disminuint d'un 20-30 % de la dosi diàriament, quan la situació estressant cedeixi. A partir de 100 mg / dia d'hidrocortisona, no cal administrar fludrocortisona.
- Efectes secundaris: el principal és la gastritis per excés d'acidesa gàstrica i trastorns de la mucosa de l'estómac, que se soluciona amb antiàcids. si aparegués insomni, irritabilitat o excitació mental al començament del tractament caldria disminuir la dosi.